# Frihet, likhet og det muslimske brorskap
Frihet, likhet og det muslimske brorskap («Libertad, igualdad y los Hermanos Musulmanes en noruego) es un documental noruego escrito y presentado por Walid al-Kubaisi y dirigido por Per Christian Magnus sobre la supuesta influencia de los Hermanos Musulmanes en Europa. La película se estrenó en una proyección en el cine Vika de Oslo por la organización por la libertad de expresión Fritt Ord el 25 de noviembre de 2010, y fue proyectada en la televisión nacional por TV 2 el 29 de noviembre.

## Descripción general

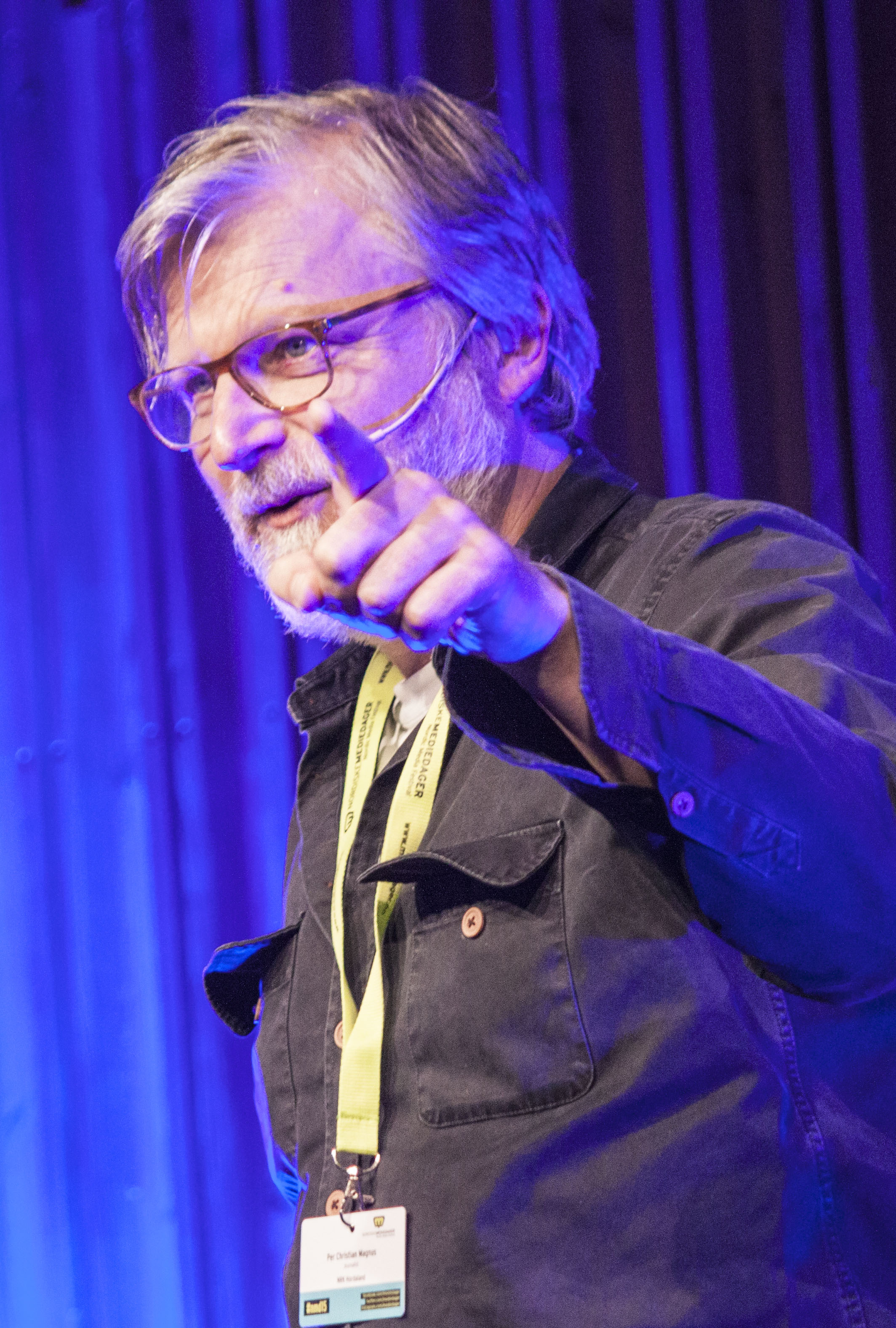
La película fue dirigida por Per Christian Magnus.

La película es presentada y narrada por al-Kubaisi, quien viaja para entrevistar a personajes destacados para el documental, «de Yemen a El Cairo y de Oslo a París». La película se describe como un viaje personal al mundo musulmán, con intelectuales liberales que conviven con las amenazas de los islamistas y al liderazgo de los Hermanos Musulmanes. La película pretende exponer cómo los Hermanos Musulmanes se infiltran en la sociedad occidental desde dentro.
Las personas entrevistadas o que aparecen en la película incluyen a Salih Al-Saremy, Mahdi Akif, Mohamed Refaat El-Saeed, Tarek Heggy, Karima Kamal, Gamal al-Banna, Fekry Abdul Muttalib, Sayyid Al-Qemany, Lafif Lakhdar y Kamil Annajar.

## Recepción
Al estreno en el cine Vika le siguió un panel formado por Tarek Heggy, Lily Bandehy, Terje Tvedt y al-Kubaisi, con Jon Hustad como moderador.
Al menos cuatro personas que habían sido entrevistadas en la película, Gamal al-Banna, Karima Kamal, Mahdi Akef y Mohamed Refaat El-Saeed, afirmaron más tarde, después de que el periódico Klassekampen se pusiera en contacto con ellos, que habían sido gravemente tergiversados en el documental y que no apoyaron una «conspiración» sobre la supuesta influencia de los Hermanos Musulmanes en Europa.
La película fue criticada por el comentarista Mohammad Usman Rana por ser «conspiracionista» y «paranoica». Al-Kubaisi, a su vez, afirmó que Rana era un representante de la ideología de los Hermanos Musulmanes en Noruega. La película también fue criticada en una reseña de Kjersti Nipen en Aftenposten por interpretar opiniones sobre cómo los Hermanos Musulmanes supuestamente se infiltran en Europa desde dentro.
Mazyar Keshvari, político del Partido del Progreso y refugiado de Irán, apoyó la película, afirmando que exponía los planes de los Hermanos Musulmanes de «islamizar» Europa mediante una «inmigración masiva».
Clips de la película pronto aparecieron en versiones traducidas en YouTube y sitios web antiyihadistas después de su lanzamiento, y el antropólogo social Sindre Bangstad afirmó que su exhibición en la televisión nacional brindó credibilidad a la teoría de conspiración de Eurabia en Noruega.